# Archidiocèse d'Agrigente
L' archidiocèse d'Agrigente (en latin : Archidiœcesis Agrigentina ; en italien : Arcidiocesi di Agrigento) est un archidiocèse métropolitain de l'Église catholique d'Italie appartenant à la région ecclésiastique de Sicile.

## Territoire
Ses frontières correspondent à celles du libre consortium municipal d'Agrigente dont le territoire qui couvre une superficie de 3 042 km2 est l'un des plus importants de Sicile, il est divisé en 194 paroisses regroupées en 5 archidiaconés.
Étant archidiocèse métropolitain, il possède deux diocèses suffragants : Caltanissetta et Piazza Armerina.
Le siège archiépiscopal est à Agrigente où se trouve la cathédrale Saint-Gerland. L'ancienne cathédrale byzantine est aujourd'hui l'Église Notre-Dame-des-Grecs. L'archidiocèse compte trois basiliques mineures : celle de l'Immaculée à Agrigente, Maria Santissima del Soccorso et San Calogero (it) à Sciacca. Un autre sanctuaire de saint Calogero (it) est dédiée à ce saint à Agrigente, déclaré sanctuaire diocésain en 1972.

## Histoire
Il n'existe pas d'informations précises sur l'origine de l'Église à Agrigente mais des monuments antiques, tels que les catacombes d'Agrigente et de Naro, les tombes certainement chrétiennes de plusieurs secteurs du territoire et, surtout, une petite basilique paléochrétienne et d'autres découvertes archéologiques de diverses régions de la province fournissent des éléments pour attester de la présence d'un communauté chrétienne solide dans la région d'Aggrentino entre le IIe siècle et le IIIe siècle. Selon la tradition, le 1er évêque est saint Libertin (it) martyrisé sous la persécution de Valérien. Le premier évêque historiquement certain est Eusanio (seconde moitié du VIe siècle, déposé par le pape Pélage II pour avoir usurpé la propriété de l'Église. D'autres évêques sont historiquement connus : saint Grégoire II dont parle dans ses lettres le pape Grégoire le Grand (entre 591 et 603) et l'auteur d'un commentaire en grec sur l'Ecclésiaste ; Felice qui participe au synode du Latran en 649 ; Giorgio, qui est au concile de Rome de 680 ; Jean, qui est l'un des pères du deuxième concile de Nicée (787).

Région ecclésiastique de Sicile
Archidiocèse d'Agrigente
Suffragants

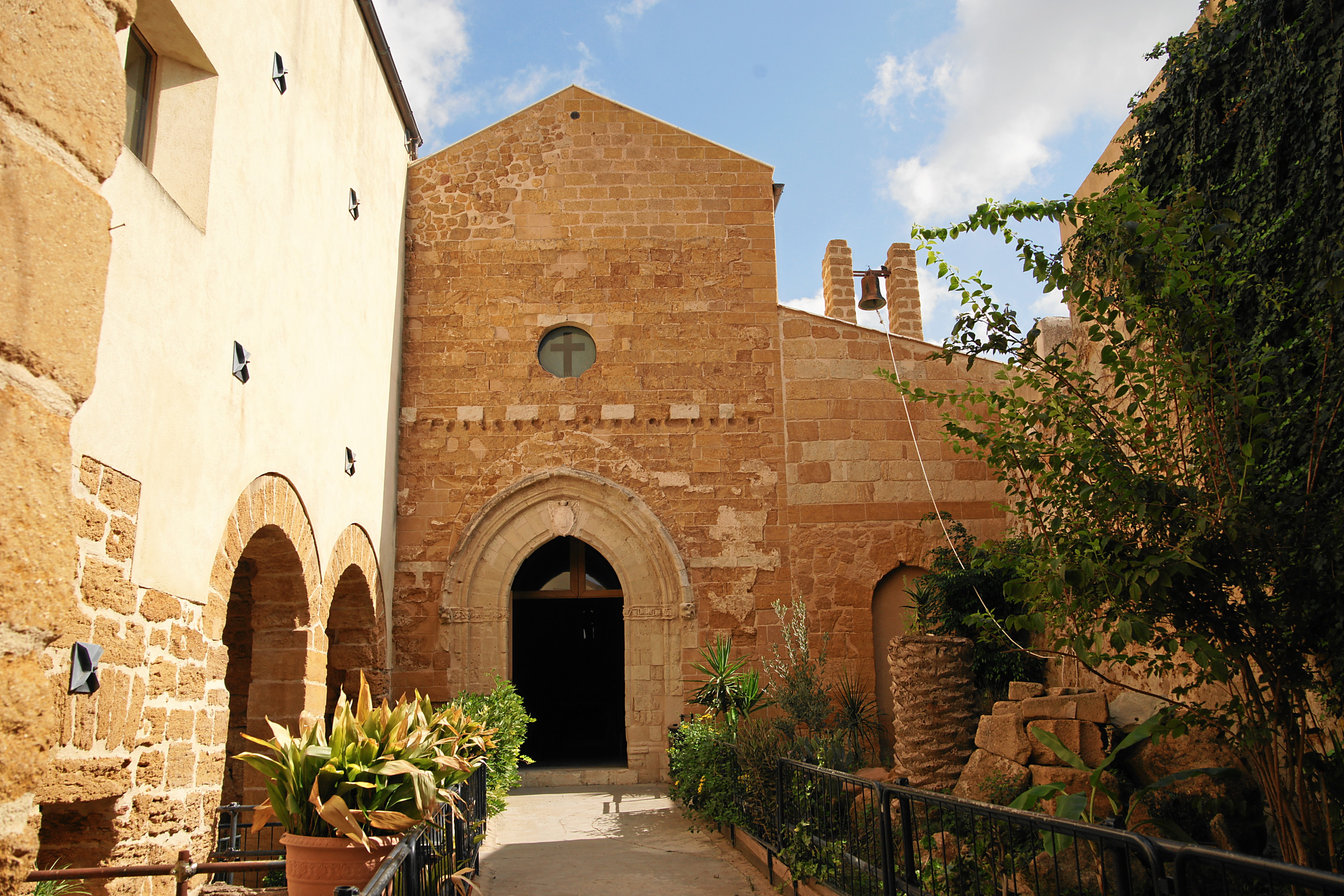
L'église Santa Maria dei Greci, ancienne cathédrale byzantine d'Agrigente.

Depuis l'époque de Grégoire le Grand, la Sicile fait partie de l'Empire byzantin comme il ressort des lettres du pontife, mais les diocèses siciliens n'ont pas de siège métropolitain et dépendent tous de Rome. C'est seulement à partir de la première moitié du VIIIe siècle, après les controverses sur l'iconoclasme, que la Sicile est soustraite à la juridiction de Rome par l'empereur Léon III l'Isaurien et soumise au patriarcat de Constantinople (aux environs de 732). Il en est de même pour Agrigente, qui figure parmi les suffragants de Syracuse dans le Notitia Episcopatuum rédigé à l'époque de l'empereur Léon VI le Sage et daté du début du Xe siècle. La situation décrite par cette Notitia Episcopatuum est cependant purement idéale ; en effet, à partir de 827, l'île est progressivement conquise par les Arabes et ses diocèses disparaissent.
Après la domination arabe (828-1086), le diocèse est restauré par Roger Ier de Sicile qui définit le territoire avec un décret de 1093 ; le diocèse s'étendait aux portes de Palerme incluant Termini Imerese. L'ancien diocèse de Triocala (it) n'est pas restauré son territoire est intégré à celui d'Agrigente. La refondation du diocèse est approuvée par le pape Urbain II le 10 octobre 1098. Le 1er évêque est saint Gerland (1093-1100). Au début, le diocèse est immédiatement soumis au Saint-Siège puis au cours de l'épiscopat de Gentile (1154-1171), il est fait suffragant de l'archidiocèse de Palerme. Le long épiscopat d'Urso (1192-1239) siècles est mouvementé, il est trois fois privé de ses biens et exilé, il est ensuite enlevé par les Sarrasins qui le retiennent prisonnier pendant quatorze mois jusqu'à ce qu'une rançon substantielle soit payée. Lors des raids sarrasins, la cathédrale et le palais épiscopal sont détruits, reconstruits par son successeur Raynaldo d'Acquaviva ; ce dernier, pour avoir couronné le roi Manfred, est excommunié par le pape Alexandre IV.
Aucun évêque d'Agrigente n'est présent au concile de Trente, car de 1544 à 1564, le diocèse est vacant et administré par le cardinal Rodolfo Pio. Luigi Suppa (1565-1569) commence à appliquer les décrets tridentins ; Cesare Marullo fonde le séminaire diocésain en 1577, transféré à l'emplacement actuel par Vincenzo Bonincontro en 1611; Mgr Juan Orozco Covarrubias y Leiva (1594-1606) implante la première typographie de la ville et protège les écrivains et les artistes ; un nouvel élan à la formation catéchétique est donné avec l'introduction du catéchisme de Robert Bellarmin traduit en sicilien en 1725. Francesco Ramírez (1697-1715) organise un synode dont les statuts sont restés en vigueur jusqu'en 1948 et fonde le collège des Saints Thomas et Augustin pour la formation des prêtres du clergé et de la paroisse. Au milieu du XVIIIe siècle, Andrea Lucchesi Palli érige le palais épiscopal et une bibliothèque publique.
En 1844, sous le pontificat du pape Grégoire XVI, les limites du diocèse sont modifiées, 13 communes sont cédées au profit de l'érection du diocèse de Caltanissetta, 6 communes à l'archidiocèse de Monreale et une à l'archidiocèse de Palerme. En même temps Agrigente est agrégé à la province ecclésiastique de l'archidiocèse de Monreale. Lors du XIXe siècle, le diocèse reste vacant à plusieurs reprises. Malgré l'augmentation de la population, le nombre de paroisses reste très faible au début du XXe siècle, due à des contraintes juridiques particulières. Le pape Pie XI confère à Mgr Giovanni Battista Peruzzo des pouvoirs spéciaux pour en augmenter le nombre, qui, au cours de son épiscopat passe de 48 paroisses jusqu'à 139.
Le 2 décembre 2000, par la bulle pontificale du pape Jean-Paul II, le diocèse d'Agrigente est élevé au rang d'archidiocèse métropolitain avec les diocèses suffragants de Caltanissetta et de Piazza Armerina.

## Sources
- (it) Cet article est partiellement ou en totalité issu de l’article de Wikipédia en italien intitulé « Arcidiocesi di Agrigento » (voir la liste des auteurs).
- (en) Catholic Hierarchy